# Piazza della Signoria

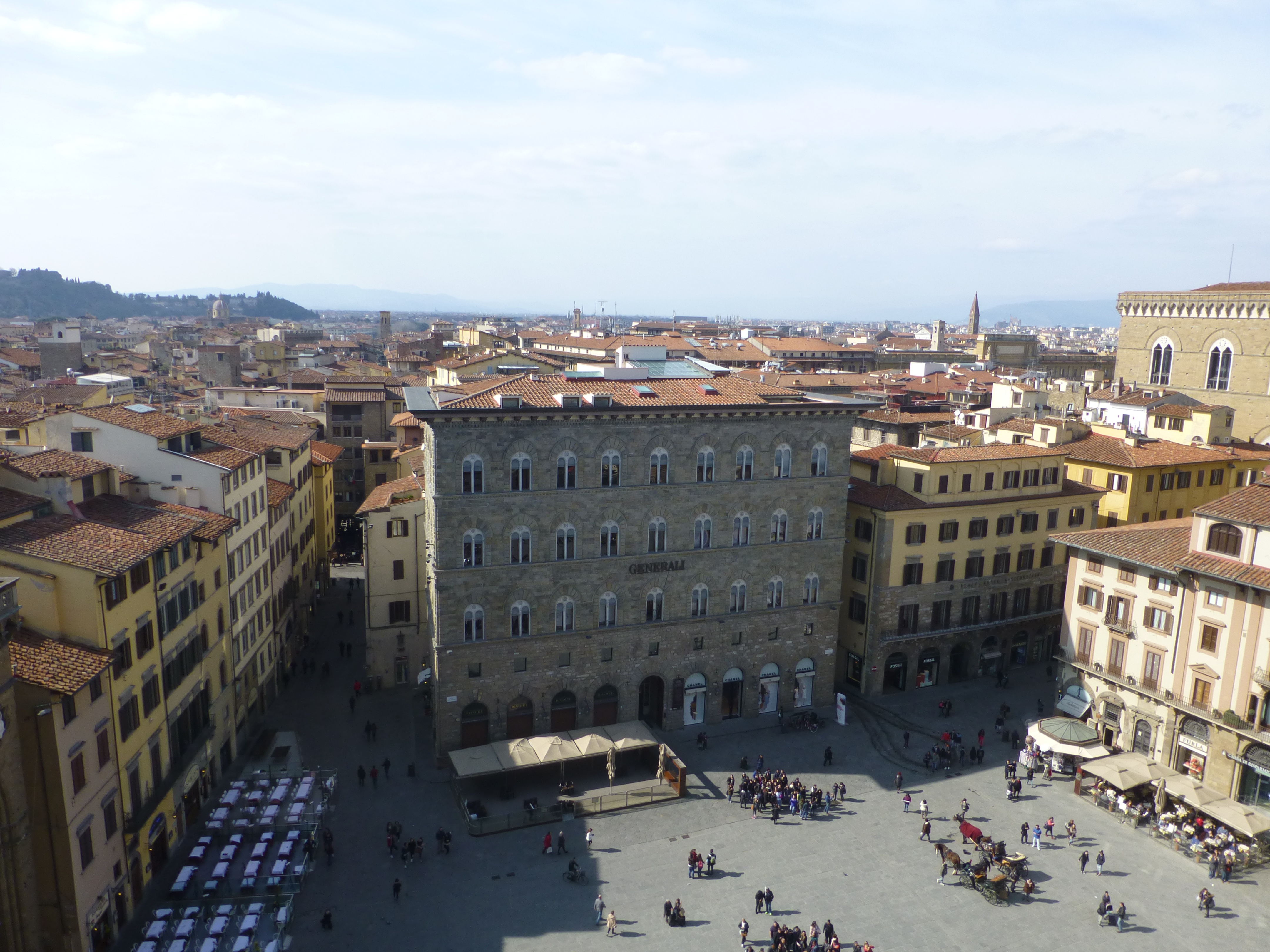
Piazza della Signoria

Piazza della Signoria é a praça central de Florença, sede do poder civil com o Palazzo Vecchio e o coração da vida social da cidade. Em forma de L, encontra-se na parte central da Florença meridional, ao sul do Duomo e a poucas dezenas de metros da Ponte Vecchio e do rio Arno.

## Edifícios
A Piazza della Signoria não se baseia em uma concepção uniforme, nem para a forma da praça em si, nem para a arquitetura emoldurada. É dominado no sudeste pelo Palazzo della Signoria, que tem sido chamado de Palazzo Vecchio desde a época dos Grão-Duques da Toscana. Próximo a ele está a Loggia dei Lanzi (também conhecida como Loggia della Signoria), e no meio abre a adjacente e alongada Piazza degli Uffizi com a Uffizi.

### Palazzo Vecchio
A praça é dominada no sudeste pelo Palazzo della Signoria, que tem sido chamado de Palazzo Vecchio desde a época dos Grão-Duques da Toscana. A construção é atribuída ao arquiteto Arnolfo di Cambio. Em 1540, o grão-duque Cosimo I de 'Medici decidiu mudar sua residência para o Palazzo. As obras de renovação incidiram principalmente no interior e no prolongamento, não tendo a fachada em direção à Piazza della Signoria sido afetada.

### Loggia dei Lanzi / Loggia della Signoria
A Loggia dei Lanzi foi construída entre 1376 e 1381 para cerimônias oficiais e recepções. Durante o século 15, a loggia perdeu esta função e se transformou em um museu a céu aberto.

### Tribunale della Mercanzia
O edifício foi erguido em 1359 no local do antigo teatro romano. No topo da fachada estão os brasões das 21 artes.

### Palazzo Uguccioni
O Palazzo Uguccioni foi construído por Giovanni Uguccioni em 1550. Acima da entrada está o busto do Grão-Duque Francesco I.

### Palazzo delle Assicurazioni Generali
O Palazzo delle Assicurazioni foi construído em 1871, para o qual a igreja de Santa Cecília e a sede da guilda Arte del Cambio tiveram que ser demolidas. Hoje, o prédio abriga o Café Rivoire.

## Estátuas
Na própria praça há uma cópia do grupo de bronze Judith e Holofernes de Donatello (o original está no Palazzo Vecchio), uma cópia do David de Michelangelo (o original está na Accademia delle Arti del Disegno há 200 anos), o o grupo de mármore Hércules mata Cacus de Baccio Bandinelli, a Fonte de Netuno de Bartolomeo Ammanati, a estátua equestre de Cosimos I de Giambologna e outras obras de arte do Renascimento.

## Galeria

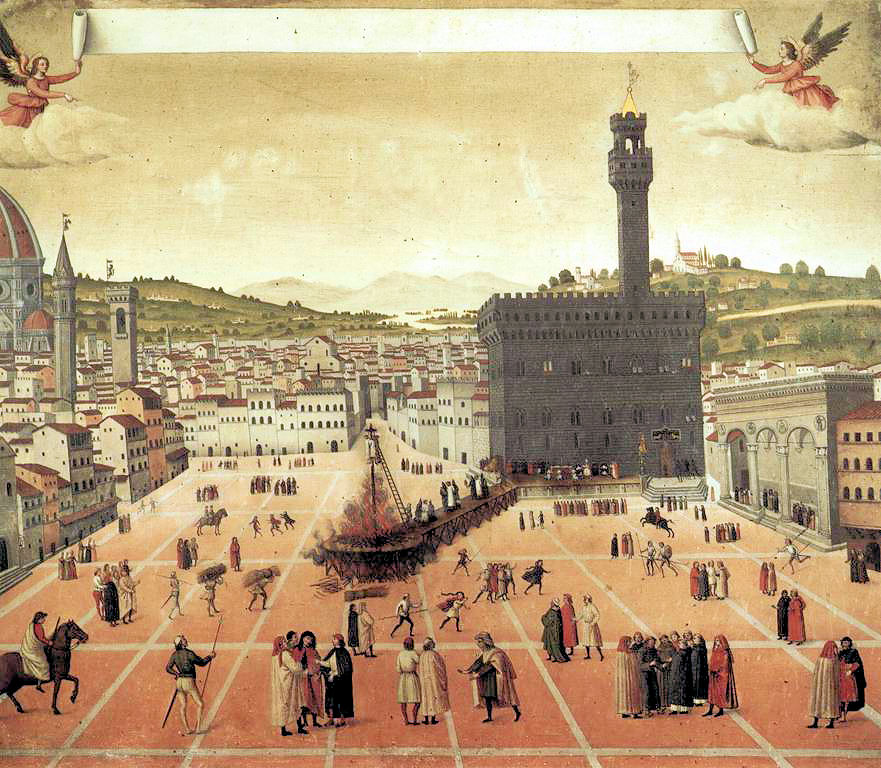
Pintura anônima da Piazza della Signoria, 1498
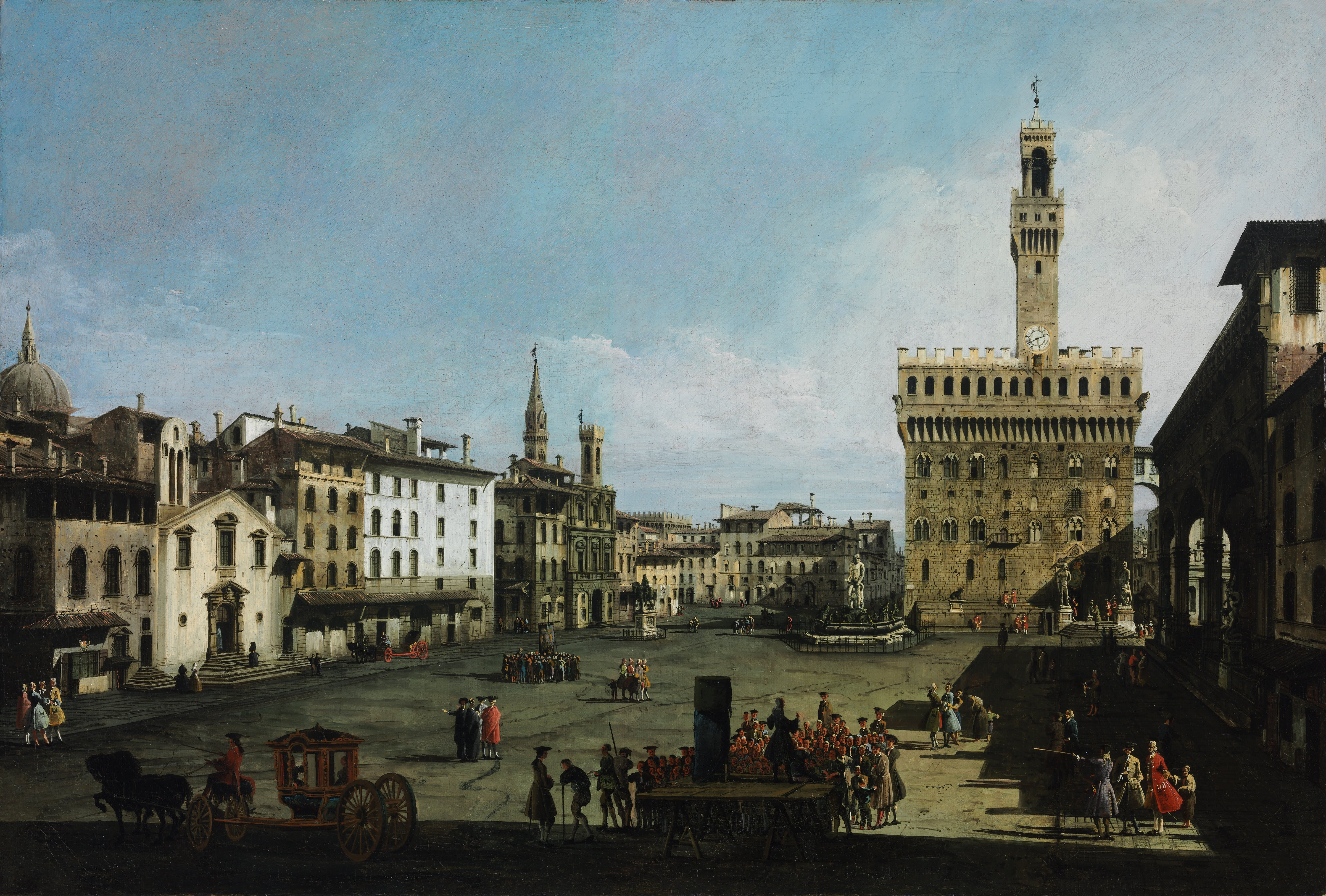
Piazza della Signoria Florença, Bernardo Bellotto, 1742, óleo sobre tela, 61 × 90 cm, Museu de Belas Artes de Budapeste , à esquerda a agora extinta Igreja de San Remolo
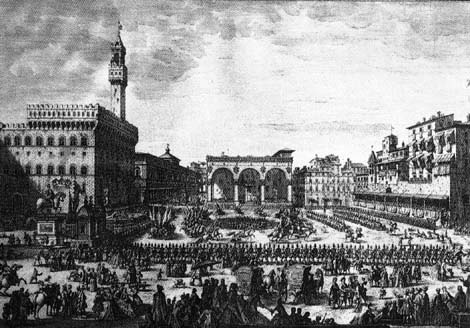
Piazza della Signoria, Giovanni Stradano, La festa degli Omaggi na Piazza della Signoria, Palazzo Vecchio, Sala di Gualdrada
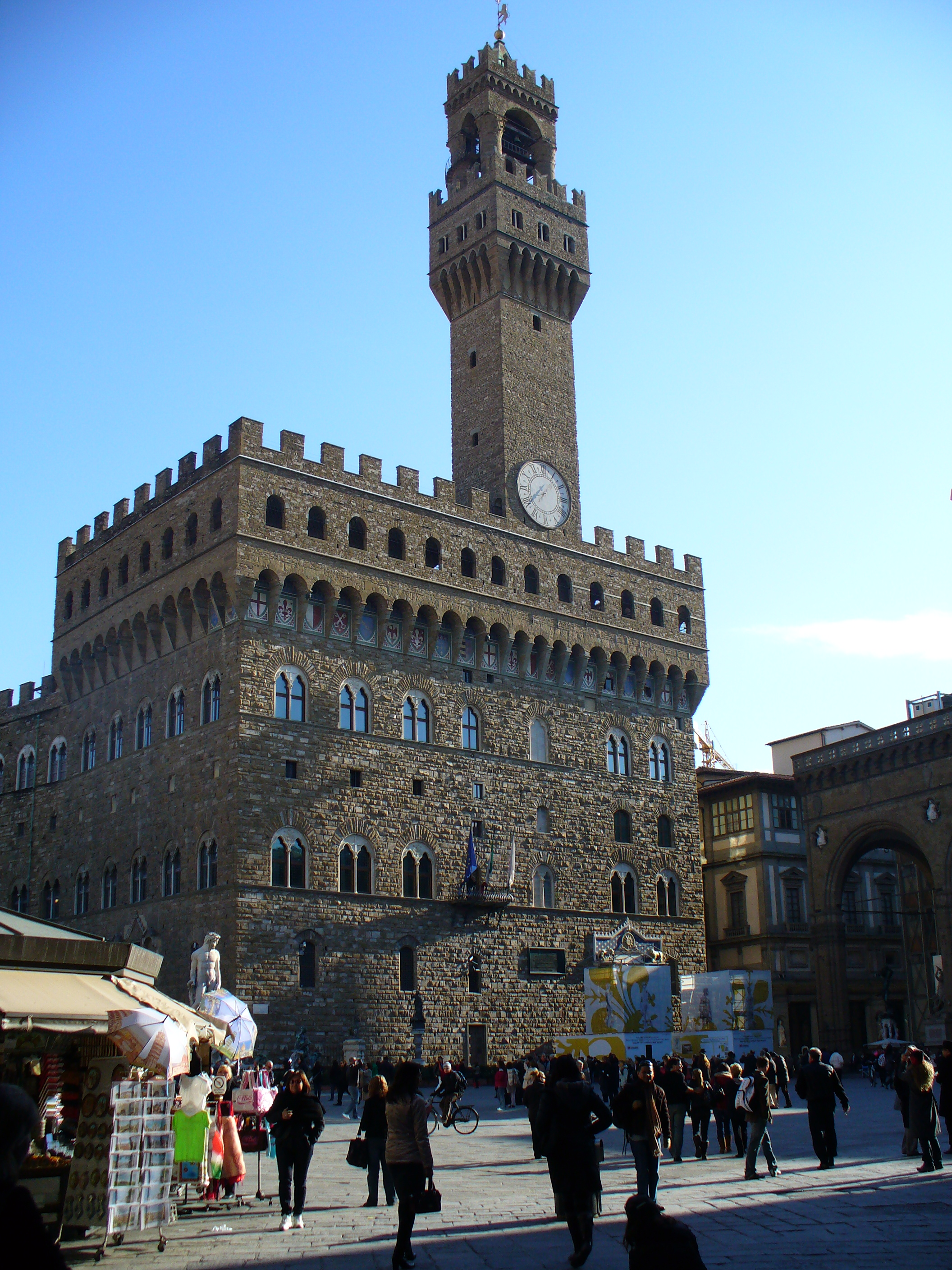
Vista do Palazzo Vecchio
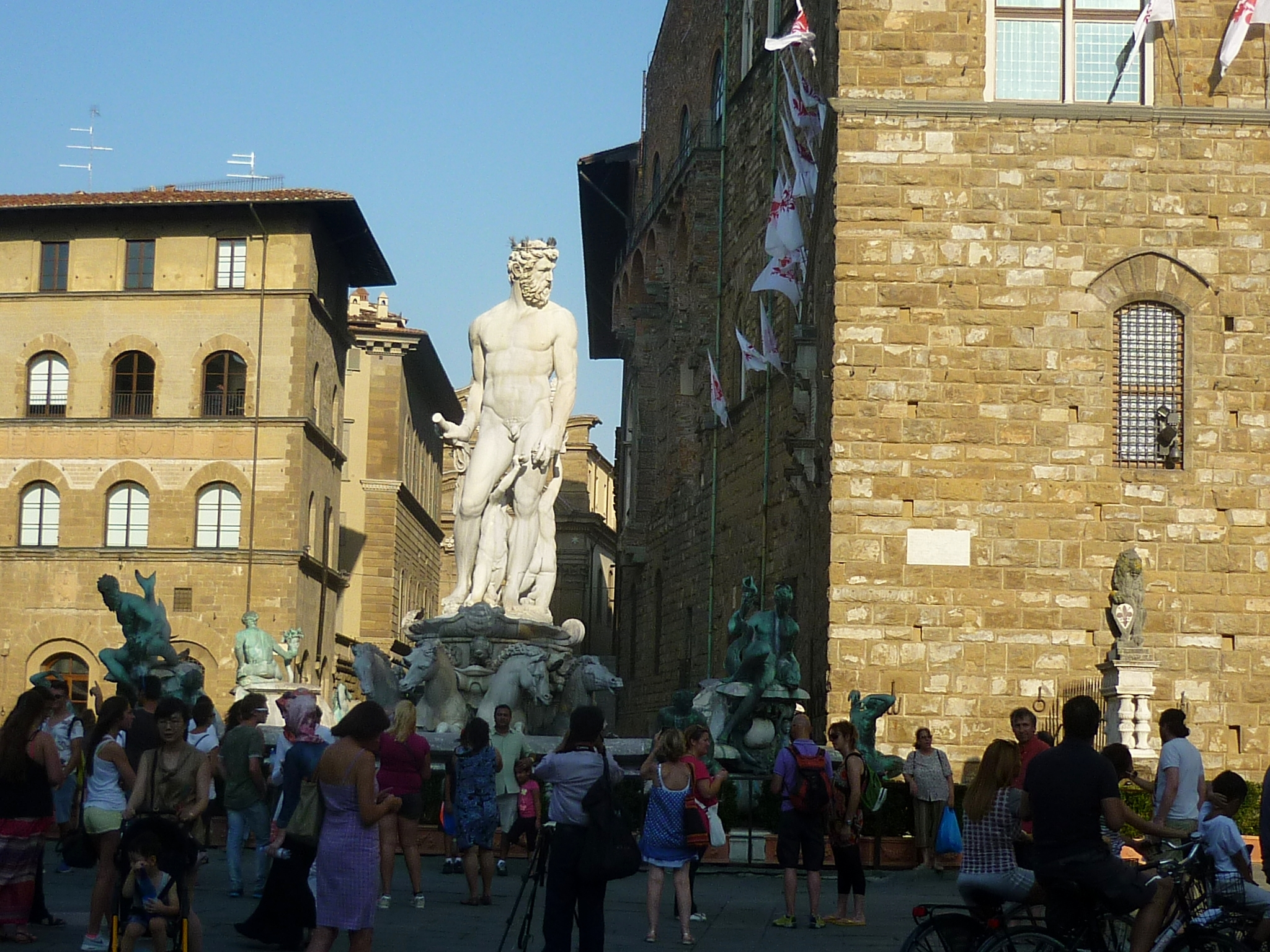
Esculturas renascentistas
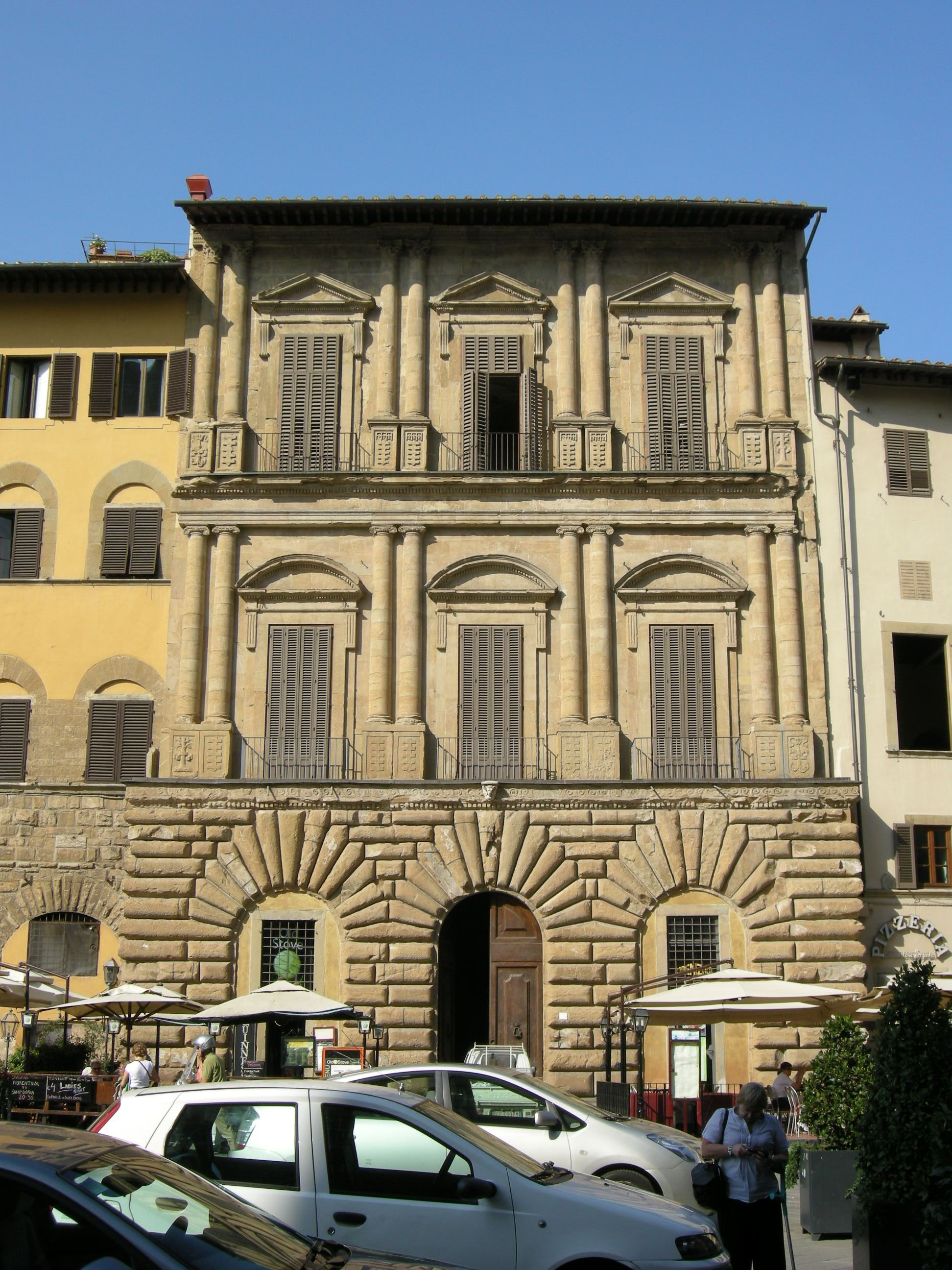
Palazzo Uguccioni